# J. Elliott Hibbs
James „J.“ Elliott Hibbs (* 1. März 1945 in Des Moines, Iowa) ist ein US-amerikanischer Politiker.

## Werdegang
James Elliott Hibbs wurde 1945 in Des Moines als Sohn von Wayne Baird und Ruth (Elliott) Hibbs geboren. Seine Kindheit war von der Nachkriegszeit nach dem Zweiten Weltkrieg überschattet. Er besuchte das Grinnell College in Iowa, wo er 1967 seinen Bachelor of Arts in Geschichte machte. Danach ging er an die University of Iowa. 1970 graduierte er dort mit einem Master of Business Administration.
Im August 1970 begann er für das Iowa Department of Revenue zu arbeiten. Am 2. Juli 1975 wurde er zum Deputy Director vom Iowa Department of Revenue ernannt.
Im Jahr 1979 berief der damals amtierende demokratische Gouverneur von Arizona Bruce Babbitt ein Citizens Committee ein zwecks Suche von geeigneten Kandidaten für den vakanten Posten des Directors vom Arizona Department of Revenue. Der letzte Amtsinhaber, Neal G. Trasente († 2013), wurde durch Gouverneur Babbitt von seinem Posten entlassen, da er die bestehenden Reformen im Arizona Department of Revenue angeblich nicht umgesetzt hatte bzw. die Umsetzung dieser verzögerte. Das Citizens Committee führte eine landesweite Suche durch. Über 150 Kandidaten standen in Betracht. Schließlich fiel die Empfehlung auf drei Kandidaten, darunter war der 35-jährigen Hibbs. Die Entscheidung fiel auf Hibbs. 1980 zog er nach Arizona, um seinen neuen Posten anzutreten. In den Folgejahren bekleidete er eine Reihe von Ämtern: Fiscal Advisor für Gouverneur Fife Symington, Director vom Department of Administration (zweimal), Deputy Director im Department of Economic Security und Chief of Staff for Operations for the President of the Arizona State Senate. Im April 2005 verließ er das Arizona Department of Revenue und ging in den Ruhestand.
Im Dezember 2006 trat die damals amtierende demokratische Gouverneurin von Arizona Janet Napolitano an ihn heran, um ihn als Interim Arizona State Treasurer zu gewinnen. Hibbs nahm an und trat dann seinen Posten im Januar 2007 an.
Im März 2007 wurde er von der Vorsitzenden Nadine Basha als Interim Executive Director in dem neu geschaffenen Arizona Early Childhood Development and Health Board – First Things First eingestellt. Nach einer landesweiten Suche nach geeigneten Kandidaten wurde Hibbs im August 2007 als erster Executive Director ausgewählt. Im März 2010 zog er sich erneut in den Ruhestand zurück.
Sein erneuter Ruhestand dauerte aber nur neun Monate an. Der neu gewählte Superintendent of Public Instruction John Huppenthal stellte ihn als Chief of Operations for the Arizona Department of Education ein. Mit dem Amtsantritt von Huppenthal im Januar 2011 trat Hibbs auch seinen neuen Posten an. Er bekleidete diesen bis Dezember 2011. Zu diesem Zeitpunkt bot Huppenthal ihm die Stelle als Deputy Superintendent of Public Instruction an. Hibbs akzeptierte.
Mit seiner Ehefrau Mary hat er vier Kinder.